# Hase (Kunstwerk)
Der Hase ist ein 2005 entstandenes Kunstwerk der Wiener Künstlergruppe Gelitin auf dem Colletto Fava in der Nähe des Ortes Frabosa Sottana (Ortsteil Artesina) im Piemont in Italien. Das Kunstwerk zeigt einen riesigen, mit Stroh gefüllten rosa Hasen. 

## Der Hase
Der Hase liegt in einer Höhe von 1.600 Metern auf einer Alm im Piemont. Er hat eine Länge von 60 Metern, ist bis zu 6 Meter hoch und besteht vorwiegend aus rosafarbenem Stoff, der mit Stroh gefüllt ist.
Fotos aus dem Jahr 2011 zeigen, dass der Stoff ausgebleicht und an manchen Stellen aufgeplatzt ist, wobei die Strohfüllung offen zutage tritt.

## Konzept
Die Künstlergruppe "Gelitin" möchte, dass sich der Betrachter so klein fühlt wie Gulliver in seiner Reise durch Brobdingnag. Besucher des Kunstwerkes sollen sich aufgefordert fühlen, den Hasen zu besteigen, auf ihm zu klettern und solange zu verweilen, wie sie möchten.

## Haltbarkeit
Der Hase soll bis 2025 als Kunstwerk existieren, die Künstlergruppe rechnet damit, dass er etwa zu diesem Zeitpunkt durch Witterung und die vor Ort weidenden Kühe zerstört worden sein wird.